# Tortanus vietnamicus
Tortanus vietnamicus is een eenoogkreeftjessoort uit de familie van de Tortanidae. De wetenschappelijke naam van de soort is voor het eerst geldig gepubliceerd in 2005 door Nishida & Cho.